# رود خالخین
رودخانه قلا (به لاتین: Khalkhyn Gol) یک رود و آب‌گذر در مغولستان است که در استان دارناد واقع شده‌است.